# Cancioneiro de Ajuda

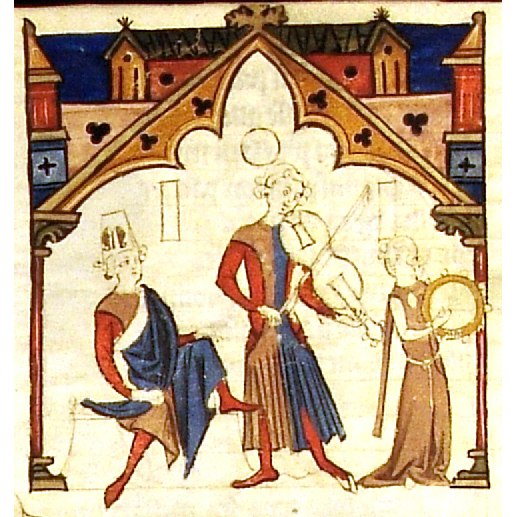
Miniatura pochodząca z Kancjonarza

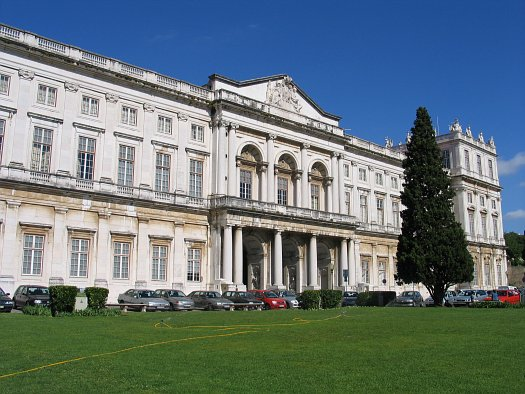
Pałac Ajuda (Lizbona), w którym przechowywany jest Kancjonarz

Cancioneiro de Ajuda (Kancjonarz z pałacu Ajuda) – średniowieczny portugalski kancjonarz. Zawiera 310 tekstów, z czego znaczna część (304 utwory) to pieśni miłosne (cantigas de amor), zebrane w jeden zbiór w XIV w. Nazwa pochodzi od rezydencji królewskiej Ajuda w Lizbonie, w której kancjonarz przechowywany jest od 1832 roku. Ponieważ zbiór połączono kiedyś z tzw. Księgą genealogiczną Dom Pedra, hrabiego de Barcelos (pochodzącą także z XIV wieku), więc całość nazywano także Livro das Cantigas do Conde de Barcelos (Księga hrabiego de Barcelos). W toku badań ustalono, że teksty kancjonału powstawały od XIII do połowy XIV w.
Cancioneiro de Ajuda wchodzi w skład trzech wielkich, zachowanych do nowożytnych czasów kancjonarzy portugalskich. Dwa pozostałe to Cancioneiro de Vaticana (Kancjonarz Watykański) i Cancioneiro da Biblioteca Nacional (Kancjonarz z Biblioteki Narodowej). Wszystkie trzy zbiory zawierają bardzo podobne teksty – cechuje je m.in. kunsztowność formy, co świadczy o ich dworskim pochodzeniu. W niektórych utworach widoczny jest wpływ liryki prowansalskiej (w okresie późnego średniowiecza stosunki pomiędzy Portugalią a Prowansją były znacznie ożywione, co znalazło swoje odbicie w literaturze). Teksty trzech wielkich kancjonarzy można podzielić na siedem różnych typów:
- cantigas de amor, cantigas de amigo – pieśni miłosne, pisane przeważnie z perspektywy dziewczyny, opowiadają o rozłące kochanków, rozważaniu wierności ukochanego itp.,
- cantigas de escarnbo e maldizer – pieśni szydercze i satyryczne,
- tenções – tencony (dialogi),
- bailados – pieśni przeznaczone do tańca,
- romanse historyczne, kancony,
- lais – opowiadania o niewielkiej objętości pochodzenia bretońskiego,
- albas – sielanki i serenady.

W pieśniach miłosnych dominuje nastrój smutku, melancholii, niepokoju, charakterystyczny dla powstałego później gatunku poezji saudade.